# Roucourt (Frankrijk)
Roucourt is een gemeente in het Franse Noorderdepartement (regio Hauts-de-France) en telt 369 inwoners (1999). De plaats maakt deel uit van het arrondissement Douai.

## Geografie
De oppervlakte van Roucourt bedraagt 3,2 km², de bevolkingsdichtheid is 115,3 inwoners per km².

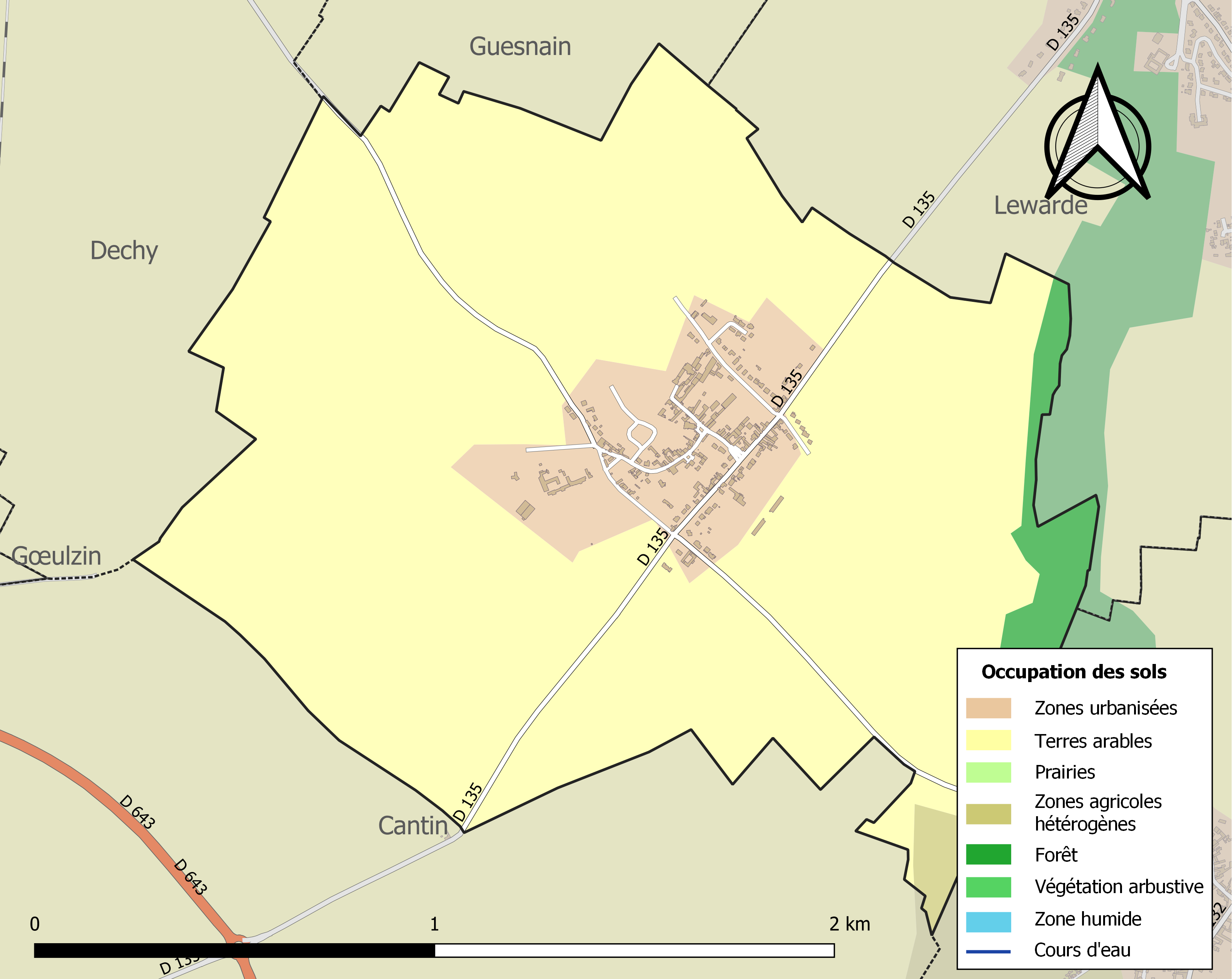
Kaart van de gemeente met belangrijkste infrastructuur, bodemgebruik en omliggende gemeenten

## Demografie
Onderstaande figuur toont het verloop van het inwonertal (bron: INSEE-tellingen).